# (16770) Angkor Wat
(16770) Angkor Wat est un astéroïde de la ceinture principale.

## Description
(16770) Angkor Wat est un astéroïde de la ceinture principale. Il fut découvert le 30 octobre 1996 à Colleverde par Vincenzo Silvano Casulli. Il présente une orbite caractérisée par un demi-grand axe de 2,75 UA, une excentricité de 0,01 et une inclinaison de 4,8° par rapport à l'écliptique.
Il est nommé d'après le temple cambodgien d'Angkor Wat.